# Schulfähigkeit
Unter Schulfähigkeit fasst man den körperlich-geistig-seelisch-sozialen Entwicklungsstand eines Kindes zusammen, der zum Zeitpunkt der Einschulung als Voraussetzung für den Unterricht gewünscht wird. Früher sprach man auch von Schulreife.

## Profil

### Körperlich-gesundheitliche Voraussetzungen
Ein formales Kriterium ist das Alter. Der Stichtag des Jahres für den verpflichtenden Schuleintritt ist je nach Bundesland in Deutschland  unterschiedlich angesetzt. Wer bis zu dem gesetzten Termin das sechste Lebensjahr abgeschlossen hat, muss nach den großen Ferien die erste Schulklasse besuchen. Für Kinder, die nach dem Stichtag geboren wurden, kann auf Antrag der Eltern ein Test durchgeführt werden, in dem untersucht wird, ob das Kind schulfähig ist oder noch vom Schulbesuch zurückgestellt werden soll.
In der Schweiz werden Kinder erst nach Vollendung des sechsten Lebensjahres eingeschult.

### Kognitive Voraussetzungen
Ein weiteres Kriterium sind z. B. die Sprachkenntnisse. Viele deutsche Bundesländer testen die Sprachfertigkeiten der Kinder, die im folgenden Schuljahr schulpflichtig werden, zum Beispiel in Nordrhein-Westfalen mit dem Delfin-4-Test. Falls Kinder nicht gut genug deutsch sprechen und verstehen oder wenn sie vom untersuchenden Psychologen als nicht reif genug eingestuft werden, müssen sie zunächst Förderklassen besuchen oder ein weiteres Jahr auf die Einschulung warten. Dies gilt jedoch nicht für Kinder, deren Sprachkenntnisse aufgrund eines Migrationshintergrundes ungenügend sind.

### Motivationale und soziale Voraussetzungen
Damit sind z. B. die Motivation und Anstrengungsbereitschaft gemeint, die Aufmerksamkeit lange genug aufrechtzuerhalten sowie die Fähigkeit, angstfrei mit altersgemäßen sozialen Situationen umzugehen und selbstständig genug zu sein, um von der ständigen direkten Zuwendung durch Erwachsene unabhängig zu sein.
Allerdings ist zu beachten, dass das Kind nicht vom ersten Schultag an bereits ein fertiges Schulkind ist, sondern zu einem solchen im eigentlichen Sinne erst allmählich im Laufe der Schulzeit wird.

### Emotionale Voraussetzungen
Der einflussreiche amerikanische Pädiater T. Berry Brazelton hat Schulfähigkeit als die basale Fähigkeit zu lernen definiert, die nach seiner Einschätzung sieben Facetten umfasst:
- Selbstwirksamkeitserwartung
- Neugier
- Zielstrebigkeit
- Selbstkontrolle
- Fähigkeit, mit anderen Menschen in Beziehung zu treten
- Kommunikationsfähigkeit
- Kooperationsfähigkeit

Wie Daniel Goleman aufgewiesen hat, handelt es sich bei all diesen Einzelkompetenzen um Dimensionen emotionaler Intelligenz.

## Testverfahren
1. Beurteilungsbogen für Erzieherinnen zur Diagnose der Schulfähigkeit (BEDS)
2. Göppinger sprachfreier Schuleignungstest (GSS)
3. Kettwiger Schuleingangstest (KST)
4. Kieler Einschulungsverfahren (KEV)
5. Reutlinger Test für Schulanfänger (RTS)